# EHF European Cup
EHF European Cup er en europæisk klubturnering i håndbold for  mænd, der får sin første sæson i sæsonen 2012/13, hvor den kombinerer  EHF Cup'en og Cup Winners' Cup, hvilket indebærer, at alle lande får ét hold færre i de europæiske turneringer. Turneringen afsluttes med et final four-stævne med semifinaler og finale.